# 비둘기목
비둘기목( - 目)은 조강에 속하는 목이다. 부리와 다리가 짧고, 발가락이 네 개 있어 걷거나 나뭇가지에 앉는 데 적당한 구조를 하고 있다. 용골 돌기가 발달하고 가슴근육이 튼튼하여 잘 날 수 있다. 모이주머니가 분화되어 있으며, 모이주머니의 벽에서 나오는 분비액으로 새끼를 기른다. 산비둘기·초록비둘기·염주비둘기·흑비둘기·양비둘기·묏비둘기를 비롯하여 50개 속에 344종을 포함하고 있다. 이 중 15종은 멸종되었다.

## 계통 분류
2021년 브라운(Braun)과 킴볼(Kimball) 등의 연구에 의한 신조류 계통 분류이다.

|  | 비둘기목                                                |
|  |                                                         |
|  | \| \| 사막꿩목 \| \| \| \| \| \| 메사이트목 \| \| \| \| |
|  |                                                         |
|  | 사막꿩목                                                |
|  |                                                         |
|  | 메사이트목                                              |
|  |                                                         |

|  | 사막꿩목   |
|  |            |
|  | 메사이트목 |
|  |            |

|  | 두견목 |
|  |        |
|  | 느시목 |
|  |        |

|  | 수조류   |
|  |          |
|  | 뱀눈새류 |
|  |          |

|  | 두견목 |
|  |        |
|  | 느시목 |
|  |        |

|  | 수조류   |
|  |          |
|  | 뱀눈새류 |
|  |          |

|  | 비둘기목                                                |
|  |                                                         |
|  | \| \| 사막꿩목 \| \| \| \| \| \| 메사이트목 \| \| \| \| |
|  |                                                         |
|  | 사막꿩목                                                |
|  |                                                         |
|  | 메사이트목                                              |
|  |                                                         |

|  | 사막꿩목   |
|  |            |
|  | 메사이트목 |
|  |            |

|  | 두견목 |
|  |        |
|  | 느시목 |
|  |        |

|  | 수조류   |
|  |          |
|  | 뱀눈새류 |
|  |          |

|  | 두견목 |
|  |        |
|  | 느시목 |
|  |        |

|  | 수조류   |
|  |          |
|  | 뱀눈새류 |
|  |          |